# Раменье (Боровичский район)
Раменье — деревня в Боровичском муниципальном районе Новгородской области, входит в Кончанско-Суворовское сельское поселение.

## География
Деревня расположена на севере района, на Валдайской возвышенности. Раменье находится на автомобильной дороге Боровичи — Хвойная, в пяти километрах от административного центра сельского поселения — села Кончанское-Суворовское. Близ деревни есть ещё ряд населённых пунктов, к северо-западу от Раменья — деревня Заклёп, к югу — деревня Федосино, к юго-востоку — деревня Клопчиха, а к востоку находится деревня Дурилово.

## История
В Боровичском уезде Новгородской губернии в 1911 году деревня Раменье находилась на территории Кончанской волости, число жителей тогда было — 76, дворов — 14, деревня тогда находилась на земле Большеобречского сельского общества, в деревне тогда был хлебозапасный магазин и имелась мелочная лавка.

## Экономика, социально-значимые объекты и достопримечательности
В деревне имеется фельдшерско-акушерский пункт и магазин.

## Транспорт
Раменье имеет прямое автобусное сообщение с Боровичами, Хвойной и Великим Новгородом.

## Население
| 2010 |
| ---- |
| 32   |

По переписи населения 2002 года, в деревне Раменье проживали 38 человек (90 % русские)